# Pox

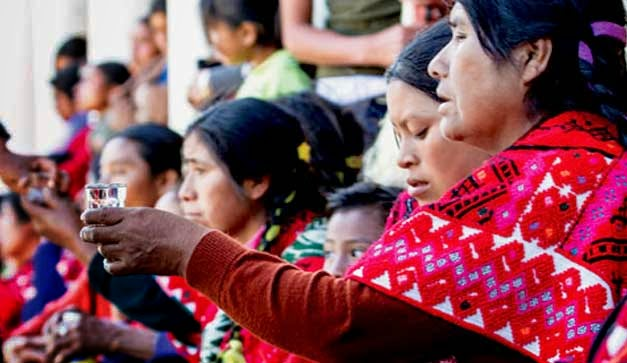
Kobiety Tseltal pijące pox

Pox (wymowa: „posz”) – mocny napój alkoholowy wytwarzany tradycyjnie przez majańskie grupy etniczne z meksykańskiego stanu Chiapas. Otrzymywany tradycyjnie z kukurydzy, teraz coraz częściej także z trzciny cukrowej. Stosowany głównie jako trunek o znaczeniu rytualnym. Spożywany bywa na zakończenie modlitw lub podczas obrzędów leczniczych celebrowanych przez tradycyjnych medyków (curanderos, iloletik) u rdzennych grup etnicznych Tzeltal i Tzotzil. Z tego względu słowo pox w języku tsotsil ma dwa znaczenia: „napój alkoholowy” i „lekarstwo”.